# فخرالملک اردلان
ابوالحسن اردلان (درگذشته ۱۳۰۵ خورشیدی، تهران) معروف به حاج فخرالملک و فخرالملک اردلان از بزرگان دوران قاجار، پسرعمهٔ ناصرالدین‌شاه و نوه عباس میرزا بود.
فخرالملک در آغاز از پیشخدمتان ناصرالدین‌شاه بود و رفته رفته ترقی کرده و به مناصب مهم نظامی از جمله سرتیپی و سپس امیرتومانی رسید. در دوران مظفرالدین‌شاه به حکومت همدان منصوب شد. پس از آن مدتی وزیر تجارت بود. در دوران مشروطه از حامیان مشروطه بود. در کابینه میرزا نصرالله‌خان مشیرالدوله بار دیگر به وزارت تجارت انتخاب شد. در باقی مانده دوران استبداد صغیر مدت کوتاهی حاکم زنجان بود. سپس ایران را ترک کرد. در دوران سلطنت احمد شاه قاجار به حکومت خوزستان و یزد رسید و دو مرتبه نیز حاکم استرآباد شد.
فخرالملک از نزدیکان مظفرالدین‌شاه و ناصرالدین‌شاه بوده‌است و نام او به کرات در روزنامه خاطرات ناصرالدین‌شاه آمده‌است.

## زندگی‌نامه

### دوران ناصرالدین‌شاه
حاج فخرالملک پسر رضاقلی‌خان اردلان و طوبی‌خانم بود. او در سال ۱۲۷۹ قمری در تهران زاده شد. از جانب پدر از حکام اردلان - یکی از کهن‌ترین خاندان‌های کردستان - و از جانب مادر نوه عباس میرزا بود. تحصیلات خود را در دارالفنون طی کرد و در چند زبان، از جمله فرانسه، مهارت یافت. در سومین سفر ناصرالدین شاه به اروپا از همراهان او بود. در بازگشت (۱۳۰۷ قمری) ملقب به فخرالملک شد. لقب فخرالملک پیش از او به پسرخاله‌اش عبدالحسین خان فخرالملک تعلق داشت، ولی از آنجا که عبدالحسین خان از اقدامات ناصرالدین‌شاه و فساد درباریان او انتقاد می‌کرد، ناصرالدین‌شاه لقب فخرالملک را از او گرفته و به ابوالحسن‌خان واگذار کرد. فخرالملک تدریجاً پله‌های ترقی را طی کرد و به درجه سرتیپی و سپس امیرتومانی رسید. ریاست فوج خلج قم و سپس ریاست فوج افشار کشکو به او سپرده شد و در سال ۱۳۱۲ قمری ریاست فوج عرب و عجم بسطام نیز به مناصب پیشین او افزوده شد. در همین زمان به درجات دولتی از جمله شمشیر مرصع و نشان تمثال همایون نایل آمد و به منصب امیرنویانی رسید.

### دوران مظفرالدین‌شاه
در سال ۱۳۱۴ قمری به جای عضدالدوله حاکم همدان شد و در سال ۱۳۱۶ قمری به حکومت عراق عجم رسید. در سال ۱۳۱۹ قمری منصب امیرتومانی یافت و رئیس ایل دویرون خمسه و فرمانده فوج سواره این ایل شد. در سفر دوم مظفرالدین‌شاه به اروپا از همراهان او بود و مظفرالدین‌شاه را به خرید کارخانه فشنگ‌سازی تشویق کرد. فخرالملک در این سفر به عنوان دبیر مخصوص مظفرالدین‌شاه نیز خدمت می‌کرد و بخش زیادی از سفرنامه مظفرالدین‌شاه را شاه گفته و فخرالملک به رشته تحریر درآورده است.
پس از بازگشت در سال ۱۳۲۱ قمری وزیر تجارت شد و دو سال در آن مقام مشغول به کار بود. تا آنکه پس از مدتی با عین‌الدوله صدراعظم وقت، به مخالفت برخاست و به دنبال آن مظفرالدین‌شاه او را از وزارت عزل و از دربار تبعید کرد و به حکومت عراق عجم فرستاد. گفته می‌شود که در دوران وزارت فخرالملک به دلیل رشوه‌گیری تجار از او بسیار ناراضی بودند.

### دوران مشروطه
حاج فخرالملک را از طرفداران مشروطه دانسته‌اند. او با امین‌الدوله، صدراعظم روشنفکر و اصلاح‌طلب مظفرالدین‌شاه ارتباط داشت. به نوشته روزنامه چهره‌نما:
«همیشه به حضور ناصرالدین‌شاه جهت قانون مملکتی جسارت می‌کرد، خصوص پس از مراجعت از سفر فرنگستان بارها عرض می‌کرد ترقی‌ای که اعلیحضرت در فرنگستان به چشم مبارک خود دیدند از سایه قانون بوده و این مطلب را مکرر می‌کرد که عاقبت ناصرالدین‌شاه به مرحوم حاج میرزا علی‌خان امین‌الدوله برای ترجمه قوانین دُوَل امر داد… افسوس که وزارء سلف غالب آمدند و نگذارند، بلکه ایشان را هم مغضوب کردند…»
پس از درگذشت مظفرالدین‌شاه، محمدعلی شاه فخرالملک را به تهران فراخواند و در تشکیل کابینه میرزا نصرالله‌خان مشیرالدوله، باردیگر وزارت تجارت را به او سپرد. در این کابینه، که عمری کوتاه داشت، مشیرالسلطنه وزیر عدلیه، ناصرالملک وزیر مالیه، علاءالسلطنه وزیر امورخارجه، وزیرافخم وزیرکشور، علاءالملک وزیرعلوم، دبیرالدوله وزیرلشکر و مهندس‌الممالک وزیر طرق و شوارع بودند. فخرالملک در این دوره جزء وزرای مسئول به عضویت دارالشورای ایران درآمد.
اما چندی نگذشت که محمدعلی‌شاه به مشروطه‌خواهی فخرالملک پی‌برده و او را از وزارت برکنار کرد و به منظور دور کردن او از تهران، وی را به حکومت خمسه (زنجان) فرستاد. در این زمان زنجان تحت تسلط ملا قربانعلی قرار داشت و دامنه قدرت او تا جایی بود که هیچ‌یک از حاکمان در عمل نمی‌توانستند کاری از پیش ببرند. پس از به‌توپ‌بستن مجلس، حکومت استبداد حکم عزل فخرالملک را نیز صادر کرد و او را به تهران فراخواند. فخرالملک که اوضاع سیاسی را دگرگون می‌دید و احتمال می‌داد مخالفینش قصد آسیب رساندن به او را داشته باشند، همانند چندتن از رجال دیگر، ایران را ترک کرد و از راه مشهد به قصد به جا آوردن حج به مکه و مدینه و سپس از آنجا به عتبات رفت. پس از پیروزی دوباره مشروطه‌خواهان به تهران بازگشت و به حکومت خوزستان منصوب شد و به دایر کردن انجمن‌های ولایتی پرداخت.

### حکومت یزد
او در خرداد سال ۱۲۹۰ خورشیدی به جای ضیغم‌الدوله به حکومت یزد منصوب شد. در این زمان فرخی یزدی، شاعر معروف مشروطه‌خواه، که به انتقاد از ضیغم‌الدوله برخاسته بود، به دستور ضیغم‌الدوله در زندان بود. ضیغم‌الدوله فرمان داده بود تا لبان فرخی را به هم بدوزند. چون فخرالملک به حکومت رسید، فرخی را از زندان رهایی داد. حسین مکی دربارهٔ آزادی فرخی می‌نویسد:
«فخرالملک از او دلجویی کرد و به او گفت: «اگر ضیغم لب و دهان تو را به هم دوخت، من دهانت را پر از اشرفی می‌کنم.» و سپس چند دانه اشرفی ناصرالدین‌شاهی در دهان او ریخت.»
حکومت فخرالملک در یزد همزمان شد با لشکرکشی محمدعلی‌شاه به ایران که به پشتیبانی روس‌ها قصد پس گرفتن تاج و تخت را داشت. مستبدین یزد و در راس ایشان مشیرالممالک فرصت را مغتنم شمردند و از ضعف حکومت استفاده کرده و یکی از اشرار به نام استاد محمد بنا را تحریک کرده تا علیه حاکم سر به شورش بردارد و شهر را دستخوش آشوب سازد. استاد محمد با همراهی سید کلانتر تفتی و فرد دیگری به نام حاجی آقا و جمعی از مردمان، در امام‌زاده جعفر پرچمی برافراشت و ادارات دولتی را خراب کردند و آتش زدند و در آخر به قلعه حکومتی هجوم آوردند. فخرالملک و همراهانش از بیم جان قلعه را تخلیه کرده و گریختند. استادمحمد خود را محمدشاه نامیده، به دستور او توپی بر بالای سردر قلعه قرار دادند و نقاره‌چیان نقاره زدند و به این ترتیب سلطنت خود را اعلام کرد. فخرالملک نیز از شهر خارج شده و اداره شهر به‌طور کامل به دست اشرار افتاد و تا دوماه باردیگر بساط استبداد برقرار شد. سرانجام اهالی یزد دست به دامان نصرت الله امیراعظم حاکم جدید کرمان شدند که به مقر حکومت خود می‌رفت. با آمدن امیراعظم، بساط اشرار برچیده شد و استادمحمد با جمعی از همراهانش به تفت گریختند.

### حکومت استرآباد
فخرالملک در تیرماه سال ۱۲۹۴ به حکومت استرآباد منصوب شد که با مخالفت کنسول روسیه مواجه گشت. از طرفی امیراعظم که با کنسول روابط دوستانه داشت، به دنبال گرفتن حکومت استرآباد بود و فخرالملک به این ملاحظه به سمت مقر حکومت حرکت نمی‌کرد و در صدد استعفا برآمد. پس از چندماه امیراعظم در نزدیکی دامغان به قتل رسید و فخرالملک عازم استرآباد شد. دوران حکومت او که سه ماه بیشتر طول نکشید، بسیار متزلزل بود. کنسول روسیه در باطن موافق وی نبود و مردم نیز از حکومت انتظار داشتند تا در برابر دخالت روس‌ها قدرت بیشتری نشان دهد. در نهایت براثر تلگراف‌هایی که از بی‌کفایتی فخرالملک و رشوه‌گیری اطرافیان او به رئیس‌الوزارء، سپهداراعظم، مخابره شد، فخرالملک معزول و دولت ضیاءالدوله را که حاکم سمنان بود، بجای او به استرآباد فرستاد.
فخرالملک باردیگر در مهرماه ۱۲۹۶ پس از عزل سردار رفیع یانسری، حاکم استرآباد شد. در این دوره سردار رفیع به همراهی خوانین استرآباد و برخی تجار و طرفداران فرقه دموکرات علیه فخرالملک فعالیت می‌کردند. سردار رفیع و خوانین به عناوین گوناگون سعی در کارشکنی و ایجاد آشوب داشتند. در این میان فرقه دموکرات به دو دسته تقسیم شده، جمعی به وزارت داخله تلگراف فرستاده و خواهان عزل او بودند و جمعی دیگر در مقابله با گروه اول، تلگراف‌هایی در حمایت از فخرالملک ارسال می‌کردند. یکی از مسائلی که در این میان به اختلاف بین سردار و فخرالملک دامن زد، موضوع استرداد تفنگ‌هایی بود که سردار رفیع در دوران تصدی خود از مردم جمع‌آوری کرده و می‌بایست به وزارت جنگ تحویل می‌داد اما با گرفتن مبلغی رشوه باردیگر تفنگ‌ها را به صاحبانشان پس داد بود. فخرالملک که از طرف دولت دستور داشت این اسلحه‌ها را از سردار بازگرفته و به تهران ارسال کند، مأمورینی به خانه سردار فرستاد تا او را تا زمان استرداد تفنگ‌ها در منزلش زندانی کنند. اما اطرافیان سردار مأمورین را ضرب و شتم کرده و راندند. خوانین استرآباد به همراه سایر مخالفین فخرالملک در خانه مجتهد شهر تجمع کرده و باردیگرخواهان عزل حاکم شدند. فخرالملک که ادامه کار را ممکن نمی‌دید، استعفای خود را در اسفندماه همان سال تسلیم وزارت داخله کرد که مورد قبول واقع نشد و در پاسخ وزارت داخله تلگراف و نامه‌ای به این شرح فرستاد: «استعفای شما پذیرفته نیست، مشغول انتظام امور سرحدی بوده باشید.». این دوره از حکومت فخرالملک نیز در فروردین ۱۲۹۷ با اعزام سردار مقتدر کاشانی به حکومت استرآباد پایان یافت.

### درگذشت
او در سال ۱۳۰۵ خورشیدی در ۶۶ سالگی در تهران درگذشت.

## منش و بینش

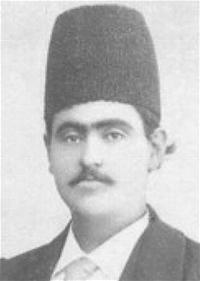
غلامرضاخان اردلان ملقب به فخرالممالک، پسر ارشد فخرالملک

عین‌السلطنه، برادرزن فخرالملک، در کتاب «روزنامه خاطرات عین‌السلطنه» دربارهٔ او چنین نوشته‌است:
«حاج فخرالملک در تهیه غذا و خوردن و خوراندن بسیار اصرار دارد. تقریباً به همان سلیقه عهد ناصرالدین شاه و تقلید او باقی هستند که بلند بلند حرف بزنند. لباس زیاد بپوشند. صحبت غذا بسیار بکنند. زیاد از اندازه بخورند. در صحبت متصل اغراق گوئی کنند. دست خود یا عصای خود را هنگام تکلم بالا و پایین بیندازند، تاریخ بگویند…»

حسینقلی مقصودلو، که از نزدیک شاهد دوران حکمرانی فخرالملک در استرآباد بوده‌است، در گزارش‌های خود چنین می‌نویسد:
«حاج فخرالملک شخصاً آدم بی‌حال و بی‌کفایت است. انتظام‌الملک نایب‌الحکومه که حکیم خانوادگی حکمران است، خود را دموکرات معرفی نموده و ابداً از امور حکومت بویی نبرده‌است. حاج فخرالملک در باطن دموکرات و دارای فساد اخلافی است»

فخرالملک از دوستان کمال‌الملک بود و فرزندان او، از جمله عزالممالک اردلان، زیرنظر کمال‌الملک تعلیم نقاشی می‌دیدند.

## باغ و خانه
باغ فخرالملک در دزاشیب امروز به انجمن خوشنویسان ایران تعلق دارد. خانه تاریخی فخرالملک نیز در محله عودلاجان قرار گرفته‌است و همچنان یکی کوچه‌های عودلاجان «فخرالملک» نام دارد. این کوچه در گذر میرزا محمود وزیر واقع شده‌است.

## کتاب‌ها
فخرالملک به دستور ناصرالدین‌شاه واژه‌نامه‌ای برای زبان کردی تألیف کرده‌است. از او همچنین سفرنامه‌ای به عتبات عالیات برجای مانده‌است که در سال ۱۳۷۲ توسط سازمان اسناد ملی به چاپ رسید.